# Slag bij Katzbach
De Slag bij de Katzbach werd gestreden op 26 augustus 1813, en resulteerde in een Pruisische-Russische overwinning onder generaal Gebhard von Blücher tegen de Franse strijdkrachten van maarschalk Étienne Macdonald. De veldslag maakte deel uit van de Zesde Coalitieoorlog tegen de Franse keizer Napoleon Bonaparte.

## Verloop van de slag

### Militaire context

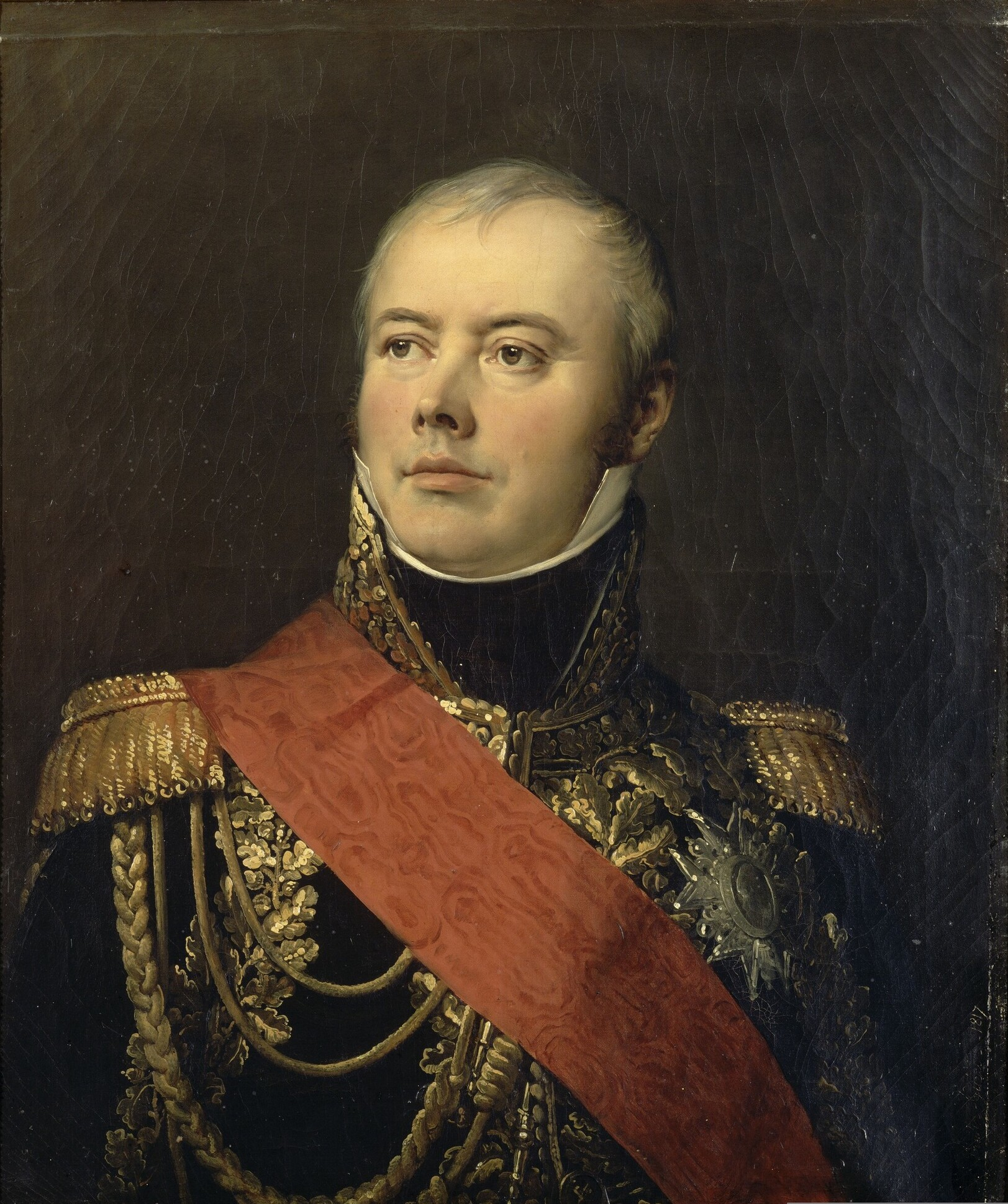
Portret van maarschalk Macdonald, hertog van Tarente.

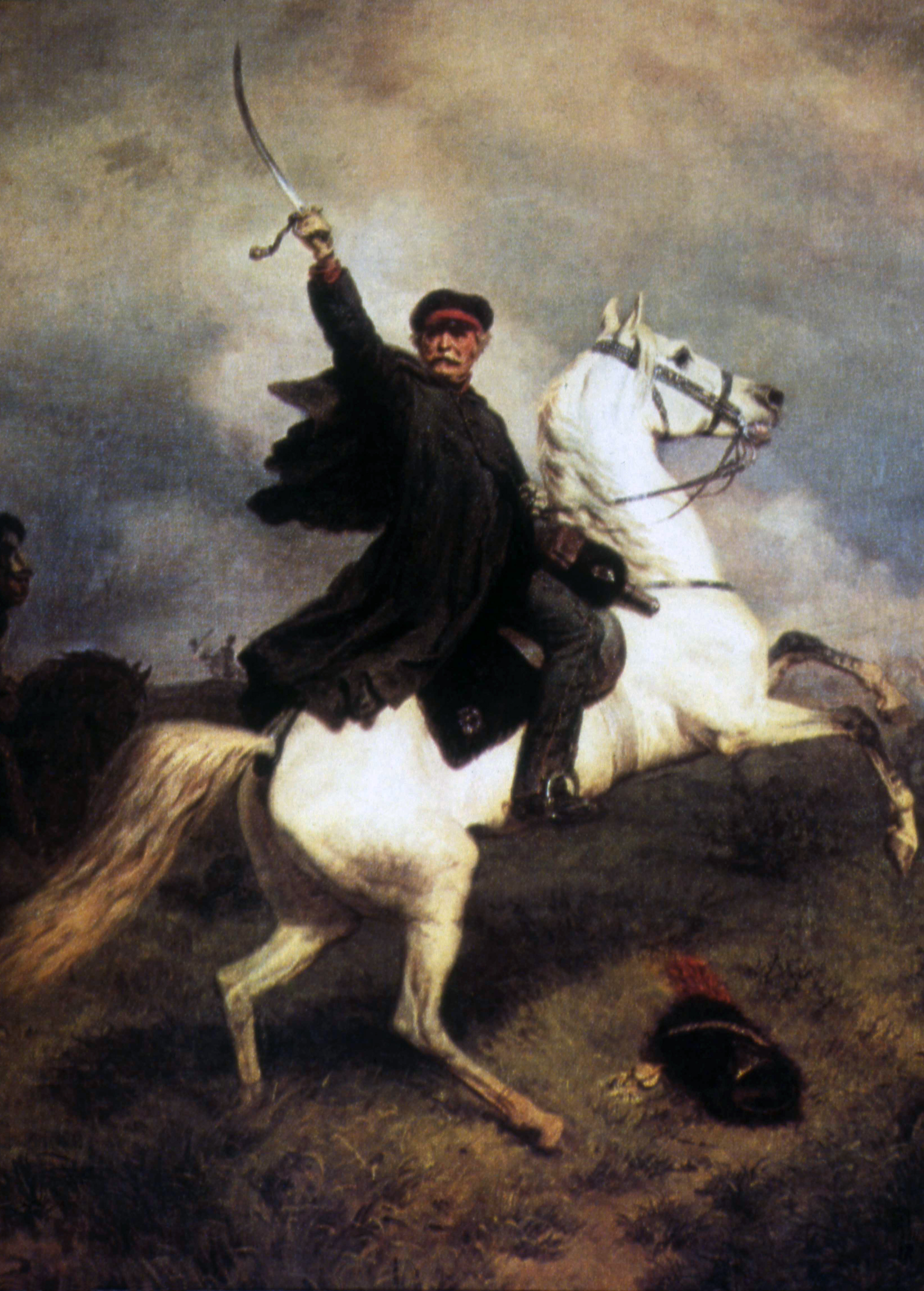
Portret van generaal Blücher, bijgenaamd "Marsschal Vorwärts".

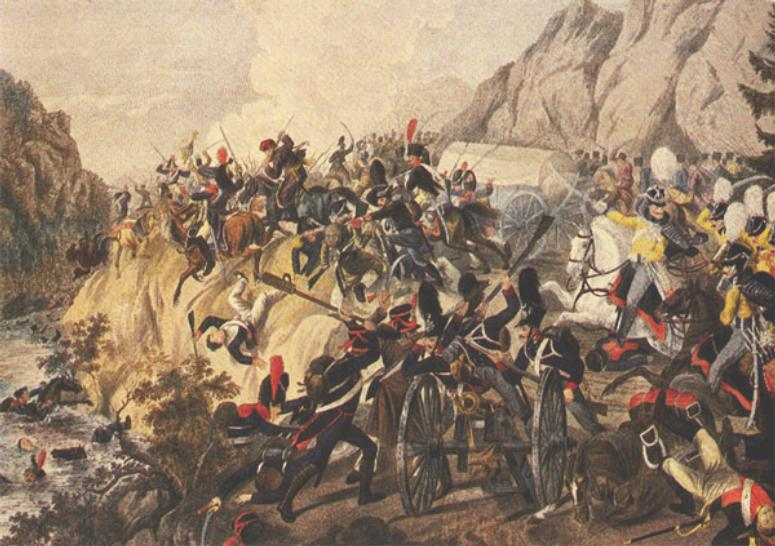
De Fransen worden de Katzbach ingedreven.

Het leger van Gebhard von Blücher, bestaande uit Pruisische en Russische troepen, begon op 13 augustus 1813 in de richting van Saksen op te rukken, drie dagen voor het verstrijken van de wapenstilstand tussen Frankrijk en de coalitie van Oostenrijk, Pruisen, Rusland en Zweden. Blücher rechtvaardigde zijn opmars naar de neutrale zone, dat door de wapenstilstand van Pleiswitz was ingesteld, met het argument dat de Fransen enkele overtredingen tegen de wapenstilstand hadden begaan.
Het Trachenbergplan (opgesteld in het huidige Żmigród) van de coalitie stelde dat hun troepen de strijd met het belangrijkste Franse leger, onder leiding van Napoleon, trachten te vermijden maar de strijd met geïsoleerde Franse legerkorpsen moest worden aangegaan. Op 21 augustus realiseerde Blücher zich dat hij oprukte tegen Napoleon, daarop trok hij zich terug.
Napoleon had het Leger van de Bober opgericht, onder leiding van maarschalk Étienne Jacques Macdonald, om zijn linkerflank te bewaken.
Ondanks zijn glansrol tijdens de Slag bij Wagram (1809) was Macdonald eerder een terughoudende aanvoerder, vergeleken met initiatiefnemer Blücher (bijgenaamd Marsschal Vorwärts). “Hij is goed”, zei Napoleon over Macdonald, “hij is moedig, maar hij heeft geen geluk.”
Macdonalds orders bestonden erin Blücher terug te drijven naar Jauer en vervolgens diens leger in Silezië vast te zetten. Het leger van Macdonald lag in bivak nabij Liegnitz.
Op 26 augustus stak Macdonald, in de veronderstelling dat Blücher zich nog steeds terugtrok, de Katzbach rivier over om hem te achtervolgen. De Franse maarschalk achtte dat het Leger van de Bober nieuw terrein moest opzoeken om bevoorradingsproblemen te kunnen tackelen: de regio en de plaatselijke bevolking leed aanzienlijk onder de Franse aanwezigheid en de recente krijgshandelingen.
Blücher realiseerde zich echter later dat hij niet tegenover het Franse hoofdleger stond en had besloten het offensief, in overeenstemming met zowel zijn natuurlijke wens om aan te vallen als de bepalingen van het Trachenbergplan, in te zetten. De twee legers dachten allebei van elkaar dat de ander in de verdediging zat, dus beiden legeraanvoerders waren verbaasd toen ze elkaars legers aantroffen voor de strijd.

### De slag
Macdonalds leger, bestaande uit het III (onder generaal Souham), V (Lauriston) en XI korps (Gérard) en het II cavalerie korps (Sébastiani), was wijd verspreid en slecht begaanbare toegangswegen en terrein (hellingen, bossen, de zijrivier de Neisse splitste het strijdtoneel in twee) vertraagden de opmars. Macdonald maakte 12.000 man van het V en XI korps los om zijn rechterflank, die niet bedreigd werd, te dekken en beval zijn grootste troepenmacht, het III korps met ongeveer 67.000 manschappen, om bij Liegnitz de Katzbach over te steken en de rechterflank van de vijand bij Jauer aan te vallen. De rest van zijn leger werd verondersteld de coalitietroepen op hun plaats vast te klemmen.
Generaal Joseph Souham, die III Corps had overgenomen van maarschalk Michel Ney omdat Napoleon hem aan het hoofd had geplaatst van het Franse leger die weerstand moest bieden tegen Bernadotte in de regio van Berlijn, beweerde dat de oversteek bij Liegnitz onbegaanbaar was vanwege de hevige regenval (het waterpeil van de Katzbach en Neisse was sterk toegenomen), hoewel het Russische korps van generaal Fabian von Osten-Sacken er twee dagen later in slaagde om er wel degelijk over te steken.
Souham besloot terug te keren maar kwam in een verkeersblokkade van troepen tussen de dorpen Kroitsch en Nieder-Krayn vast te zitten. Slechts een van de vier divisies (de divisie onder generaal Brayer) slaagde erin de rivier op tijd over te steken om daar een rol te spelen in de strijd. Souham was genoodzaakt diens artillerie achter te laten.
Nadat de Fransen de Katzbach waren overgestoken, moesten ze ongeveer 75 meter omhoog klimmen op een steile en beboste helling naar een kenmerkloze plateau rondom Jänowitz. Historicus Dominic Lieven merkt op dat de Fransen een pad moesten gebruiken dat nog steeds de dag van vandaag moeilijk begaanbaar is met de auto in modderige of bevroren omstandigheden.
Op het plateau troffen de Fransen de 55.000 coalitietroepen (zo’n 60% van de gehele strijdmacht onder Blücher) van het Pruisische korps van generaal graaf Johann Ludwig Yorck en de eveneens oprukkende Russen van Sacken aan. Slechts ongeveer 27.000 van de 67.000 beschikbare Franse troepen bereikten het plateau tegen 14.00 uur. De geallieerden boekten een overtuigende en vrij eenvoudige zege in deze sector van het slagveld.
De hevige regenbuien vertroebelden echter het zicht van beide partijen aanzienlijk. Blücher stuurde Karl von Müffling, zijn hoofdkwartiermeester-generaal, naar voren voor een verkenningsmissie. Müffling schreef hierover later in zijn memoires: "Ik reed op een muiskleurig paard en had een grijze mantel aan, zodat ik zelfs in de stromende regen niet op 100 passen zichtbaar was."
De regen zorgde ervoor dat musketten niet konden worden afgevuurd, dus de gevechten waren voornamelijk van hand tot hand. De Fransen werden gedwongen om zich terug te trekken waarbij velen van hen verdronken toen ze probeerden de Katzbach over te steken, die door de regen was aangezwollen. “Het leek net een veldslag uit de Oudheid”, schreef Blüchers stafchef von Gneisenau aan Carl von Clausewitz. “Tegen het einde van de dag was er een moment waarop het vuren volledig ophield, totdat er meer kanonnen aangevoerd konden worden over het kleddernatte terrein. Enkel de schreeuwen van de combattanten vulden de lucht,...”
De Franse troepen onder generaal Lauriston vielen de coalitietroepen op de geallieerde linkerflank aan onder leiding van generaal graaf Alexandre de Langeron, een Franse emigrant in Russische dienst. Langeron beschikte over een kleiner aantal infanteristen, maar had meer cavalerie en bevond zich in een sterk defensieve positie. In eerste instantie gaf Langeron echter terrein weg, totdat hij om 16.00 uur versterkingen verkreeg. Daarna ging hij in de tegenaanval en heroverde de graaf het grootste deel van de verloren gegane grond.

### Gevolgen
Historicus F. Loraine Petre zegt dat de coalitietroepen minstens 12.000 tot 14.000 Fransen gevangen hebben genomen en 36 kanonnen buit hadden gemaakt. Hun eigen slachtoffers werden niet geregistreerd. Recente werken schatten het aantal dodelijke slachtoffers voor de Fransen ongeveer 15.000 man en ongeveer 4.000 voor de coalitietroepen.
Historicus Dominic Lieven merkt op dat de Franse nederlaag bij de Katzbach door de daaropvolgende Pruisisch-Russische achtervolging een militaire catastrofe kan genoemd worden. Deze actie werd doorgezet tot de eerste week van september, totdat Macdonalds leger zich terug in Saksen bevond. Franse bronnen spreken over een verlies van in totaal 35.000 Franse troepen.
Napoleons overwinning bij Dresden werd grotendeels van militaire impact op de Duitse campagne ontkracht omwille van de nederlaag van maarschalk Macdonald. Zijn initiatief om de troepen van Blücher aan te vallen was in deze situatie misplaatst: de gevraagde manoeuvres van reeds ver van elkaar verspreide legerformaties op dergelijk terrein en in zware weersomstandigheden kan in vraag gesteld worden. De Franse cavalerie had eveneens onvoldoende verkenningsmissies uitgevoerd om de situatie voldoende in te schatten.
De Slag bij de Katzbach kan in de rij geplaatst worden van andere nederlagen van Napoleons luitenanten in dezelfde periode (en van die nog zouden volgen): generaal Vandamme bij Kulm, maarschalk Oudinot bij Großbeeren en maarschalk Ney bij Dennewitz. Het was een (ongewenst) gevolg van Napoleons autoritair militair beleid, waar initiatief nemen vaak werd ontzegd.
Blücher werd voor zijn overwinning bij de Katzbach tot prins-Fürst van Wahlstatt verheven (juni 1814).